# Helena Jošková
Helena Jošková, coniugata Malotová (Dubňany, 8 gennaio 1939 – 19 dicembre 2018), è stata una cestista cecoslovacca.

## Carriera
Con la Cecoslovacchia ha disputato tre edizioni dei Campionati mondiali (1964, 1967, 1971) e sette dei Campionati europei (1960, 1962, 1964, 1966, 1968, 1970, 1972).